# Längsstrimmig snultra
Längsstrimmig snultra (Symphodus doderleini) är en fiskart som beskrevs av Jordan, 1890. Längsstrimmig snultra ingår i släktet Symphodus och familjen läppfiskar. IUCN kategoriserar arten globalt som livskraftig. Inga underarter finns listade i Catalogue of Life.